# Roland Krischel
Roland Krischel (* 1961) ist ein deutscher Kunsthistoriker und Museumskurator.
Nach dem Studium der Kunstgeschichte, Geschichte und Romanistik schloss ein Dissertationsprojekt zur Malerei Jacopo Tintorettos an; 1991 wurde er an der Universität Köln promoviert. Krischel ist Kurator der Mittelalterabteilung des Wallraf-Richartz-Museums und Teil der Schriftleitung des Wallraf-Richartz-Jahrbuchs.
Seine Publikationen befassen sich vor allem mit Jacopo Tintoretto, italienischer und Altkölner Malerei.

## Veröffentlichungen (Auswahl)
- Jacopo Tintorettos „Sklavenwunder“ (= Beiträge zur Kunstwissenschaft. Band 40). Scaneg Verlag, München 1991.
- Tintoretto und die Skulptur der Renaissance in Venedig. Verlag und Datenbank für Geisteswissenschaften, Weimar 1994.
- Ein Miniaturbildnis von Bartholomäus Bruyn d. Ä. in Rotterdam. In: Wallraf-Richartz-Jahrbuch 59 (1998), S. 155–166.
- Jacopo Robusti, genannt Tintoretto (= Meister der italienischen Kunst). Könemann, Köln 2000.
- mit Rainer Budde (Hrsg.): Genie ohne Namen. Der Meister des Bartholomäus-Altars. Ausstellungskatalog. DuMont, Köln 2001.
- mit Rainer Budde (Hrsg.): Das Stundenbuch der Sophia van Brylant. Köln 2001.
- Zur Geschichte des venezianischen Pigmenthandels. Das Sortiment des „Jacobus de Benedictis à Coloribus“. In: Wallraf-Richartz-Jahrbuch 63 (2002), S. 93–158.
- (Hrsg.): Ansichten Christi. Christusbilder von der Antike bis zum 20. Jahrhundert. Ausstellungskatalog. DuMont, Köln 2005.
- „I don’t think I missed a stroke“. Andy Warhols „Jackie Triptych“ für Henry Geldzahler. In: Kölner Museums-Bulletin (2006), S. 4–15.
- mit Iris Schaefer: Ein unbekanntes Gemälde des Jacob Cornelisz. van Oostsanen. In: Wallraf-Richartz-Jahrbuch 70 (2009), S. 81–118.
- Gemalte Kulissen für das Kreuz. Mediensynthesen in der Kölner Sakralkunst des Spätmittelalters. In: Johann Anselm Steiger, Ulrich Heinen (Hrsg.): Golgatha in den Medien und Konfessionen der Frühen Neuzeit (= Arbeiten zur Kirchengeschichte. Band 113). De Gruyter, Berlin 2010, S. 25–62.
- Ein Kölner Gemälde für Thomas Mours? In: Stephan Hoppe, Alexander Markschies, Norbert Nußbaum (Hrsg.): Städte, Höfe und Kulturtransfer. Studien zur Renaissance am Rhein. Schnell & Steiner, Regensburg 2010, S. 90–113.
- mit Andreas Blühm (Hrsg.): Auf Leben und Tod. Der Mensch in Malerei und Fotografie. Die Sammlung Teutloff zu Gast im Wallraf. Ausstellungskatalog. Hirmer, München 2010.
- Die Sprache des Materials aus kunsthistorischer Sicht. Neue Vorschläge und Fragen zur Kölner Malerei des Spätmittelalters. In: Zeitschrift für Kunsttechnologie und Konservierung 26 (2012), S. 136–149.
- Bilder, die klappen. Zur Kinetik religiöser Gemälde im spätmittelalterlichen Köln. In: Wallraf-Richartz-Jahrbuch 75 (2014), S. 51–130.
- Ein „vergiftetes“ Meisterwerk? Theologie und Ideologie im Altar der Stadtpatrone. In: Kölner Domblatt 88 (2015), S. 88–187.
- Now you see me. Klappbilder als Medienwunder. In: David Ganz, Marius Rimmele (Hrsg.): Klappeffekte. Faltbare Bildträger in der Vormoderne (= Reimer Bild+Bild. Band 4). Reimer, Berlin 2016, S. 139–160.
- Ein vergessenes Meisterwerk. Das Antwerpener Altarbild der Kölner Kreuzbrüder (= Wallraf im Fokus). Köln 2016.
- mit Anja K. Sevcik (Hrsg.): Susanna. Bilder einer Frau vom Mittelalter bis MeToo. Ausstellungskatalog. Michael Imhof Verlag, Petersberg 2022.